# Gabinete Furtado
O Gabinete Furtado foi o ministério formado pelo Partido Liberal em 31 de agosto de 1864 e dissolvido em 12 de maio de 1865. Foi chefiado por Francisco José Furtado, sendo o 16º gabinete do Império do Brasil após o estabelecimento do Decreto n.º 523 de 1847. Foi antecedido pelo Gabinete Zacarias II e sucedido pelo Gabinete Olinda IV.

## Contexto
Segundo Sérgio Buarque de Holanda (2004):
O que explica o seu aparecimento é que o Imperador desejava uma composição mais liberal que a anterior. O novo Presidente supriu suas faltas com o apelo aos amigos dedicados, todos chefes liberais. [...] Deve-se notar também que Furtado é o primeiro Presidente do Conselho de filiação nitidamente liberal, que surge desde 1848. Os outros que ocuparam o posto, durante o período progressista, antes e depois, eram conservadores que estavam em dissidência, como Zacarias ou Olinda. [...] O Gabinete Furtado começa com enormes dificuldades, com a grande crise comercial. Já em 1857 se verificava uma de sensíveis efeitos.

## Composição
O gabinete foi composto da seguinte forma:
- Presidente do Conselho de Ministros: Francisco José Furtado.
- Ministro dos Negócios do Império: José Liberato Barroso.
- Ministro da Justiça: Francisco José Furtado.
- Ministro dos Estrangeiros: Carlos Carneiro de Campos, interino; substituído em 4 de outubro por João Pedro Dias Vieira.
- Ministro da Fazenda: Carlos Carneiro De Campos.
- Ministro da Marinha: Francisco Xavier Pinto de Lima.
- Ministro da Guerra: Henrique Pedro Carlos de Beaurepaire-Rohan; substituído em 12 de fevereiro de 1865 por José Egídio Gordilho de Barbuda, Visconde de Camamu.
- Ministro da Agricultura, Comércio e Obras Públicas: Jesuíno Marcondes de Oliveira e Sá.

## Programa de governo
Segundo o Presidente do Conselho de Ministros (1864):
Convencido de que a Constituição não carece de reforma, porém sim de boas leis orgânicas, o Gabinete não pedirá reforma alguma na Constituição nem a aceitará; promoverá porém a reforma das leis orgânicas que são defeituosas ou deficientes. Entre essas leis mencionarei a de 3 de dezembro, a lei da Guarda Nacional, as leis que entendem com o provimento dos indivíduos para as praças do Exército, as leis eleitorais, as que regem as municipalidades e administrações provinciais e a instrução pública.
O gabinete apresentou o seguinte programa de governo:
- Reformar a lei da Guarda Nacional.
- Reformar as leis que entendem com o provimento dos indivíduos para as praças do Exército.
- Reformar as leis eleitorais.
- Reformar as leis que regem as municipalidades e administrações provinciais.
- Reformar a lei da instrução pública.
- Reformar as leis e regulamentos que entendem com a arrecadação e fiscalização das rendas públicas.

## Legislação aprovada
O gabinete aprovou a seguinte legislação:
- Decreto nº 1.236 de 20 de setembro de 1864: Autoriza o ministro e secretário de Estado dos Negócios do Império a despender a quantia de 2.586:000$ com os encargos determinados pela Lei nº 1.217 de 7 de julho do corrente a ano (dotação das Princesas).
- Lei nº 1.237 de 24 de setembro de 1864: Reforma a legislação hipotecária, estabelecendo as bases das sociedades de crédito real.
- Decreto nº 3.307 de 14 de setembro de 1864: Dá curso forçado por certo tempo aos bilhetes do Banco do Brasil.
- Decreto nº 3.308 de 17 de setembro de 1864: Manda observar diversas disposições extraordinárias durante a crise comercial da praça do Rio de Janeiro.
- Decreto nº 3.309 de 20 de setembro de 1864: Regula a falência dos bancos e casas bancárias, nos termos do Art. 3º do Decreto nº 3.308 de 17 do mesmo mês e ano.
- Decreto nº 3.310 de 24 de setembro de 1864: Concede emancipação a todos os africanos livres existentes no Império.
- Decreto nº 3.321 de 21 de outubro de 1864: Indulta os contraventores do Art. I° §10 da Lei nº 1.083 de 22 de agosto de 1860 (na parte em que proíbe a emissão de títulos ao portador, ou com o nome deste em branco, sem autorização do Poder Legislativo).
- Decreto nº 3.322 de 22 de outubro de 1864: Estabelece algumas disposições complementares das disposições do Decreto nº 3.309 de 20 de setembro de 1864 (dotação das Princesas).
- Decreto nº 3.323 de 22 de outubro de 1864: Regula novamente a emissão de bilhetes e outros escritos ao portador.
- Decreto nº 3.363 de 13 de dezembro de 1864: Promulga a convenção celebrada em fim de setembro de 1863 entre o Brasil e a Itália para regular a troca de correspondência entre os dois países.
- Decreto nº 3.371 de 7 de janeiro de 1865: Cria corpos para o serviço de guerra em circunstâncias extraordinárias com a denominação de Voluntários da Pátria, etc.
- Decreto nº 3.378 de 16 de janeiro de 1865: Fixa provisoriamente os limites entre Santa Catarina e Paraná.
- Decreto nº 3.379 de 17 de janeiro de 1865: Altera o Art. 275 do regulamento das escolas militares.
- Decreto nº 3.403 de 11 de fevereiro de 1865: Manda executar o regulamento do presídio de Fernando de Noronha.
- Decreto nº 3.443 de 12 de abril de 1865: Aprova o regulamento para o serviço dos correios do Império.
- Decreto nº 3.445 de 12 de abril de 1865: Aprova o regulamento interno da secretaria de Estado dos Negócios da Justiça.
- Decreto nº 3.453 de 26 de abril de 1865: Manda observar o regulamento para a execução da Lei nº 1.237 de 26 de setembro de 1864, que reformou a legislação hipotecária.
- Decreto nº 3.454 de 26 de abril de 1865: Dá novos estatutos às faculdades de Direito do Império.
- Decreto nº 3.456 de 27 de abril de 1865: Concede autorização à companhia inglesa The Rio de Janeiro Gas Company Limited para funcionar no Império.
- Decreto nº 3.464 de 29 de abril de 1865: Dá novos estatutos às faculdades de Medicina do Império.
- Decreto nº 3.468 de 8 de maio de 1865: Concede o uso de uma medalha ao Exército que militou sob o comando do marechal de campo João Propício Mena Barreto, em operação na República do Uruguai.